# When the Wind Blows (colonna sonora)
When the Wind Blows, pubblicato nel 1986, è l'album con la colonna sonora del film d'animazione Quando soffia il vento di Jimmy T. Murakami, uscito nelle sale lo stesso anno.

## Storia e contenuto
In un primo momento le musiche del film erano state commissionate interamente a David Bowie. Questi tuttavia nello stesso periodo era già impegnato in Labyrinth, colonna sonora dell'omonimo film da lui stesso interpretato, e pertanto alla fine fornì solo la title track. Gran parte del commento musicale fu poi affidata a Roger Waters, il cui contributo occupa l'intero lato B del disco.
Il lato A, oltre al già citato singolo di Bowie, contiene altri quattro brani scritti ed eseguiti rispettivamente da Hugh Cornwell, Genesis, Squeeze e Paul Hardcastle, che nel film sono presenti in forma diegetica (ad esempio ricevuti dalla radio dei protagonisti) o nei titoli di coda. The Brazilian, brano strumentale dei Genesis, è l'unica traccia presente anche su un album di inediti in studio degli autori stessi (nello specifico, Invisible Touch, pubblicato appena tre settimane dopo questo disco).

## Tracce
Lato A – Autori vari
1. David Bowie – When the Wind Blows – 3:35 (Bowie, Erdal Kizilcay)
2. Hugh Cornwell – Facts And Figures – 4:19 (Edgar Sampson)
3. Genesis – The Brazilian (strumentale) – 4:51 (musica: Tony Banks, Phil Collins, Mike Rutherford)
4. Squeeze – What Have They Done – 3:39 (Chris Difford, Glenn Tilbrook)
5. Paul Hardcastle – The Shuffle – 4:16 (Hardcastle)

Durata totale: 20:40
Lato B – Roger Waters and the Bleeding Heart Band
Testi e musiche di Roger Waters.
1. The Russian Missile (strumentale) – 0:10
2. Towers of Faith – 7:00
3. Hilda's Dream (strumentale) – 1:36
4. The American Bomber (strumentale) – 0:07
5. The Anderson Shelter (strumentale) – 1:13
6. The British Submarine (strumentale) – 0:14
7. The Attack (strumentale) – 2:53
8. The Fall Out (strumentale) – 2:04
9. Hilda's Hair (strumentale) – 4:20
10. Folded Flags – 4:51

Durata totale: 24:28